# Ашугандж – Бхерамара
Ашугандж — Бхерамара — бангладеський газотранспортний коридор напрямком схід — захід, розвиток якого почався у 1990-х роках.
Ресурси природного газу Бангладеш сконцентровані у східній частині країни, зокрема, на північному сході, звідки по трубопроводу Кайлаштіла – Ашугандж блакитне паливо подається до газового хабу Ашугандж. Від останнього природний газ спрямовується як на південь (трубопровід Ашугандж – Бахрабад), так і на захід. В останньому випадку першою ланкою майбутнього газотранспортного коридору стала введена в експлуатацію у 1992 році ділянка Ашугандж — Еленга, споруджена із труб діаметром 600 мм, яка має довжину 124 км та пропускну здатність до 9,3 млн м3 на добу. 
Надалі вона була доповнена ділянками:
- у 2000 році[1] від Еленга до Налки (на західному березі Брахмапутри) довжиною 38 км. Її діаметр так само складав 600 мм, проте на мостовому переході через Брахмапутру довжиною 9 км використали труби 750 мм. Максимальна  пропускна здатність ділянки — 7 млн м3 на добу (для мостового переходу — 8,5 млн м3);
- у 2006 році від Налки до Хатікумрул довжиною 6 км. Її діаметр зріс до 750 мм, а потенційна пропускна здатність — до 12 млн м3 на добу;
- у 2016 році від Хатікумрул до Бхерамара на західному березі Гангу довжиною 84 км, діаметром 750 мм та пропускною здатністю 11,3 млн м3 на добу.[2]

Останні ділянки коридору після Налки прокладались з розрахунку на потенційне підсилення його першої частини. Так, вже у 2007 році від Ашугандж до Монохарді проклали другу нитку довжиною 37 км, діаметром 750 мм та пропускною здатністю 12 млн м3 на добу. В 2014-му додали ще 51 км цієї нитки, завершивши ділянки від Монохарді до Дхануа та від Еленги до мостового переходу через Брахмапутру. Станом на 2019 рік велось будівництво ще 67 км траси — 52-кілометрової ділянки Дхануа — Еленга та відтинку від мостового переходу через Брахмапутру до Налки. Завершення другої нитки до Налки повинне забезпечити подачу додаткового ресурсу у напрямку Бхерамари та живлення розташованих поряд з Налкою ТЕС Сіраджгандж компанії Sembcorp та ТЕС Сіраджгандж компанії Northwest Power.
Від основного газотранспортного коридору споруджено численні відгалуження, зокрема:
- довжиною 25 км та діаметром 500 мм від Монохарді до Нарсінгді, яке забезпечує передачу ресурсу до трубопроводу Тітас – Дакка (1990-ті роки);
- довжиною 56 км та діаметром 300 мм від Дхануа до Майменсінгх, через яке отримує живлення ТЕС Майменсінгх (1996 рік);
- довжиною 60 км та діаметром 500 мм від Дхануа до Амнібазару на західній околиці Дакки[5], від якого, зокрема, можуть живитись ТЕС Кадда компанії B-R Powergen та ТЕС Кадда від RPCL (цей проект, відомий як Dhaka Clean Fuel Gas Transmission Pipeline, став до ладу у 2008 році);
- довжиною 43 км та діаметром 300 мм від Еленга до Тараканді, від якого живиться завод з виробництва азотних добрив компанії Jamuna Fertilizer Company Limited (1990-ті роки);[6]
- довжиною 36 км та діаметром 500 мм від Налки до Багхабарі, через яке подали ресурс для ТЕС Багхабарі там ТЕС Bijoyer Aalo I/II (1999 рік);
- довжиною 54 км та діаметром 500 мм від Хатікумрул на північ до Богра (2006 рік)[3];
- довжиною 53 км та діаметром 300 мм від Бонпара (між Хатікумрул та Бхерамара) у північно-західному напрямку до Раджшахі поблизу індійського кордону (2014 рік)[3]

Доправлений до Бхерамара ресурс може використовуватись для живлення ТЕС Бхерамара та поставок у південно-східному напрямку по трубопроводу Бхерамара – Кхулна.
Для забезпечення перекачування газу по системі споруджені компресорні станції в Ашугандж та Еленга.
З 2015-го ресурс для наповнення газотранспортного коридора також надходить через трубопровід Бібіяна – Дхануа.